# Filtro (matematica)
In teoria degli insiemi il concetto di filtro venne introdotto nel 1937 da Henri Cartan come metodo per introdurre una nozione di convergenza generalizzata per gli spazi topologici.

## Definizione
Sia {\displaystyle A} un insieme. Un sottoinsieme {\displaystyle {\mathcal {F}}} non vuoto dell'insieme delle parti {\displaystyle {\mathcal {P}}(A)} si dice filtro sull'insieme {\displaystyle A} se gode delle seguenti proprietà:
1. è chiuso verso l'alto rispetto all'inclusione, cioè: {\displaystyle X\in {\mathcal {F}}\land X\subseteq Y\in {\mathcal {P}}(A)\Rightarrow Y\in {\mathcal {F}};}
2. è chiuso rispetto all'intersezione finita, cioè: {\displaystyle X\in {\mathcal {F}}\land Y\in {\mathcal {F}}\Rightarrow X\cap Y\in {\mathcal {F}}.}

## Esempio
- Sia {\displaystyle E} un insieme e {\displaystyle x} un elemento di {\displaystyle E.} La famiglia di insiemi {\displaystyle {\mathcal {A}}=\{A\in {\mathcal {P}}(E)\mid x\in A\}} è un filtro.

## Storia
Il concetto di filtro venne introdotto nel 1937 da Henri Cartan come metodo per introdurre una nozione di convergenza generalizzata per gli spazi topologici. Un'altra possibile tecnica per realizzare lo stesso scopo è l'uso delle reti, introdotte precedentemente da Moore e Smith. Il concetto di filtro è stato utilizzato da Kenneth Arrow nella dimostrazione del suo teorema sull'impossibilità matematica di attuare la democrazia rappresentativa perfetta, da Abraham Robinson per la sua Analisi non standard, e da Amartya Sen per estendere il teorema di Arrow all'impossibilità dello stato di diritto perfetto. Sia Arrow che Sen, per i loro risultati, hanno ricevuto il Premio Nobel per l'economia.

## Filtro proprio
Si definisce filtro proprio {\displaystyle {\mathcal {F}}} un filtro su un insieme {\displaystyle A} tale per cui esiste almeno un elemento di {\displaystyle P(A)} che non appartiene ad {\displaystyle {\mathcal {F}}}, in simboli:
{\displaystyle \exists X\in P(A):X\not \in {\mathcal {F}}.}
Un semplice teorema ci dice che 
Un filtro è proprio se e solo se a esso non appartiene l'insieme vuoto {\displaystyle \varnothing .}
Se infatti {\displaystyle \varnothing \in {\mathcal {F}}}, poiché per definizione l'insieme vuoto è contenuto in ogni sottoinsieme di {\displaystyle A,} allora per la proprietà 1 ogni sottoinsieme {\displaystyle X} di {\displaystyle A} appartiene a {\displaystyle {\mathcal {F}}}. Viceversa, se esiste un elemento {\displaystyle X} di {\displaystyle P(A)} che non appartiene a {\displaystyle {\mathcal {F}}}, visto che {\displaystyle \varnothing \subseteq X}, sempre per la proprietà 1 l'insieme vuoto non può appartenere a {\displaystyle {\mathcal {F}}}, altrimenti avremmo {\displaystyle \varnothing \in {\mathcal {F}}\land \varnothing \subset X\land X\not \in {\mathcal {F}}.}

## Filtro generato da una famiglia di sottoinsiemi
Sia {\displaystyle A} un insieme e sia {\displaystyle S} una famiglia di sottoinsiemi di {\displaystyle P(A)}, allora si dice filtro generato da {\displaystyle S} su {\displaystyle A} :
{\displaystyle \langle S\rangle =\bigcap _{{\mathcal {F}}\in {\mathcal {X}}}{\mathcal {F}}} con  {\displaystyle {\mathcal {X}}=\{F\ {\text{filtri}}|F\supseteq S\}.}
Esso è un filtro poiché segue dal fatto che l'intersezione tra due filtri sullo stesso insieme {\displaystyle A} è un filtro sull'insieme {\displaystyle A}, inoltre è il più piccolo filtro contenente {\displaystyle S}.
Si dimostra inoltre che  {\displaystyle \langle S\rangle =\{Y\subseteq A|Y\supseteq S_{1}\cap S_{2}\cap \ldots \cap S_{n}\;con\;S_{i}\in S\;\forall i,\;n\in \mathbb {N} \}.}

### Filtro principale su A
Un filtro {\displaystyle {\mathcal {F}}} su {\displaystyle A} si definisce principale se {\displaystyle {\mathcal {F}}=\langle S\rangle } con  {\displaystyle S=\{X\}} e {\displaystyle X\in P(A).}
Un filtro {\displaystyle {\mathcal {F}}} proprio è principale su {\displaystyle A} se e solo se ha la proprietà che l'intersezione di tutti i suoi elementi non è l'insieme vuoto, ossia: {\displaystyle \bigcap _{X\in {\mathcal {F}}}X\neq \varnothing .}
Ad esempio, per un insieme non vuoto {\displaystyle A,} l'insieme dei sottoinsiemi di {\displaystyle A} che contengono l'elemento {\displaystyle x\in A} è un filtro principale.

## Filtro cofinito
Dato un insieme infinito {\displaystyle S,} il filtro {\displaystyle F_{S}} che contiene tutti i sottoinsiemi {\displaystyle A} di {\displaystyle S} tali che l'insieme differenza {\displaystyle S\smallsetminus A} sia finito è detto filtro cofinito o di Fréchet. In simboli:
{\displaystyle F_{S}=\{A\subseteq S:S\smallsetminus A{\text{ insieme finito}}\}.}